# Eddie Monteclaro
Eddie Monteclaro (* 1928; † 23. Mai 1987 in Manila) war ein philippinischer Journalist und zuletzt bis zu seinem Tode Chefredakteur von The Manila Times, der ältesten englischsprachigen Tageszeitung der Philippinen.

## Leben
Eddie Monteclaro begann nach dem Schulbesuch als Journalist in den Philippinen zu arbeiten und war zwischen 1970 und 1971 Nieman Fellow an der Harvard University. Zur Zeit der Verhängung des Ausnahmezustands durch den diktatorisch regierenden Präsidenten Ferdinand Marcos am 21. September 1972 war er Präsident des Nationalen Presse Clubs und klagte in der Folgezeit gegen zahlreiche Präsidialdekrete vor dem Obersten Gericht, ehe er 1973 in den USA politisches Asyl erhielt. In den folgenden Jahren war er als Redakteur bei der Zeitung Chicago Sun-Times tätig.
Nach dem Sturz von Präsident Marcos kehrte er im Frühjahr 1986 auf die Philippinen zurück und war zuerst Herausgeber und Chefredakteur von The Manila Chronicle, ehe er Herausgeber und Chefredakteur der ältesten englischsprachigen Tageszeitung der Philippinen, der Manila Times, wurde.